# Skrīveri (stacja kolejowa)
Skrīveri (łotewski: Stacija Skrīveri) – stacja kolejowa w Skrīveri, w gminie Skrīveri, na Łotwie. Znajduje się na linii Ryga - Dyneburg.

## Historia
Stacja została wybudowana wraz z linią kolejową Ryga-Daugavpils w 1861. Początkowo nazywano ją Remershofa. W 1894 roku wybudowano budynek dworca, dwa perony, ładownię towarową, budynek mieszkalny, lokomotywownię, wieżę wodną wyposażoną w pompy parowe oraz toaletę. Ale w czasie I wojny światowej, budynek dworca mocno ucierpiał, na jego miejscu wybudowano nowy budynek stacji w 1923 roku, częściowo przywracając mu oryginalną formę. II wojna światowa znów przyniósł ogromne szkody w stacji, więc w 1951 roku został wybudowany nowy budynek dworca w dawnym miejscu. Budynek stacji przetrwał do dziś.